# Маснице
Маснице, дебељаче или тустице (лат. Pinguicula) су род биљака месождерки које користе лепљиве листове да намаме, заробе, и затим сваре инсекте да би надокнали недостатак хранљивих материја на стаништима која насељавају. Од отприлике 80 тренутно познатих врста, 12 живи у Европи, 9 у Северној Америци, и неколико у северној Азији. Највећи број врста живи у Јужној и Централној Америци.

## Етимологија
Име Pinguicula потиче од термина који је употребио Конрад Геснер у свом раду из 1561. године названом Horti Germaniae када је описивао светлуцаве листове: "propter pinguia et tenera folia…" (лат. pinguis - мастан). Домаћи назив маснице (понегде дебељаче или тустице) одражава ову особину.

## Опис
Маснице се могу грубо поделити у две главне групе на основу климе у којој расту; свака група је даље подељена на основу морфолошких особина. Иако ове групе нису подржане генетским истраживањима, ипак су погодне за хортикултурне сврхе. Тропске маснице формирају донекле компактне зимске розете састављене од меснатих листова или задржавају месождерне листове током целе године. Умерене врсте често формирају чврсте пупољке (назване хибернакулуми), састављене од листова попут крљушти у току зимског периода мировања. Током тог времена корен (изузев  P. alpina) и месождерни листови вену. Умерене врсте цветају када формирају своје летње розете док тропске врсте цветају након сваке промене розете.
Многе маснице мењају розете састављене од месождерних и немесождерних листова у зависности од сезоне, како се сезоне мењају, тако да се ове две еколошке групације могу даље поделити у складу са њиховом способношћу да произведу различите листове током своје сезоне раста. Ако се раст у летњем периоду разликује по величини или облику од оног у рано пролеће (за умерене врсте) или зиму (тропске врсте), онда се биљке сматрају хетерофилним; док униформни раст идентификује хомофилозне врсте.
То резултира у четири групације:
- Тропске маснице: врсте које не пролазе кроз зимско мировање, већ настављају да наизменично цветају и формирају розете.
  - Хетерофилозне тропске врсте: врсте које замењују розете месождерних листова током топле сезоне и компактних розета меснатих немесождерних листова током хладне сезоне. Примери укључују  P. moranensis, P. gypsicola, и P. laxifolia
  - Хомофилозне тропске врсте: ове врсте производе розете месождерних листова отприлике једнаке величине током целе године, као што је P. gigantea.

- Умерене маснице: ове биљке настањују климатске зоне са хладним зимама. Оне производе мирујући изданак (хибернакулум) током зиме.
  - Хетерофилозне умерене врсте: врсте код којих се вегетативне и генеративне розете разликују у облику или величини, као што се види код P. lutea и P. lusitanica.
  - Хомофилозне умерене врсте: вегетативне и генеративне розете изгледају идентично, као код P. alpina, P. grandiflora, и P. vulgaris.

### Корен
Коренски систем масница је релативно неразвијен. Танки, бели корени служе углавном за учвршћивање за подлогу и апсорбују влагу (хранљиве материје се апсорбују кроз инсективорну исхрану). Код умерених врста ови коренови вену (осим код P. alpina) када се формира хибернакулум. Код неколико епифитиних врста (као што је P. lignicola), коренови формирају учвршћујуће сисаљке.

### Листови и инсективорна исхрана
Ивице листова масница су глатке, круте и сукулентне, обично светлозелене или ружичасте боје. У зависности од врсте, листови су између 2 и 30 cm дуги. Облик листа зависи од врсте, али обично је грубо овалан, јајаст или линеарн.
Као и сви чланови породице мешинки (лат. Lentibulariaceae), маснице су биљке месождерке. Да би ухватиле и свариле инсекте, листови масница користе две специјализоване жлезде које су раштркане по површини листова (обично само на лицу, са изузетком P. gigantea и P. longifolia ssp. longifolia). Једна се назива педункуларном жлездом и састоји се од неколико секреторних ћелија на врху једне стабљике. Ове ћелије производе егзополисахаридни секрет који формира видљиве капљице преко површине листа. Овакав изглед вероватно помаже у привлачењу плена који је у потрази за водом (сличан феномен је примећен код росуља). Капљице луче ограничене количине дигестивних ензима и служе углавном за заробљавање инсеката. При контакту са инсектом, педункуларне жлезде ослобађају додатну слуз из посебних ћелија-резервоара које се налазе на основи њихових стабљика. Инсекти ће почети да се боре, покрећући више жлезда и све више заробљавајући себе у слузи. Неке врсте могу благо савијати ивице листова тигмотропизмом, доводећи додатне жлезде у контакт са заробљеним инсектом. Друга врста жлезда које се налазе на листовима масница су сесилне жлезде које леже равно на површини листова. Једном када је плен ухваћен педункуларним жлездама и започне варење, почетни ток азота изазива отпуштање ензима од стране сесилних жлезда. Ови ензими, који укључују амилазу, естеразу, фосфатазу, протеазу и рибонуклеазу разлажу сварљиве делове тела инсеката. Ове течности се затим апсорбују натраг кроз површину листа кроз кутикулне рупице, остављајући само хитински егзоскелет инсеката на површини листа.
Рупе у кутикули које омогућавају овај дигестивни механизам такође представљају изазов за биљку, јер служе као прекиди у кутикули (воштани слој) који штити биљку од исушивања. Као резултат, већина масница живи у влажним окружењима.
Маснице су обично само у стању да ухвате мале инсекте и оне са великим крилима. Такође могу варити полен који може да падне на површине листова. Секреторни систем може функционисати само једанпут, тако да се одређена површина листа може користити само једном за варење инсеката.

### Цветови
Као и готово све инсективорне биљке, цветови масница су на дугим стабљикама, изнад остатка биљке, како би се смањила вероватноћа заробљавања потенцијалних опрашивача. Дуготрајни цветови су зигоморфни, с дводелном доњом усном која је карактеристична за породицу мешинки и остругом која се налази у задњем делу цвета. Чашица има пет чашичних листића, а латице су распоређене у дводелну доњу усну и троделну горњу усну. Већина цветова масница је плава, љубичаста или бела, често испуњени жутом, зеленкастом или црвенкастом нијансом. P. laueana и новоописана P. caryophyllacea су јединствене у томе што имају запањујуће црвене цветове. Маснице се често узгајају и хибридизују првенствено због својих цветова.

Облик и боја цветова масница разликују се, и користе се за поделу родова у подродове и за разликовање појединачних врста.

### Плод и семе
Округле чауре у облику јајета отварају се на две половине када се осуше, откривајући бројно мало (0,5-1 mm), смеђе семе. Ако је присутна влага, капсула се затвара, штити семе и поново се отвара на сувом, како би се омогућило расејавање ветром. Многе врсте имају мрежасту шару на површини семена како би могло да се спусти на водену површину без потапања, пошто многе неепифитне маснице расту близу извора воде. Број хаплоидних хромозома масница је или n = 8 или n = 1, у зависности од врсте. Изузетак је P. lusitanica, чији је број хромозома n = 6.

### Вегетативно размножавање
Као и полно размножавање семеном, многе маснице се могу размножавати бесполно и то вегетативним размножавањем. Многи чланови рода формирају потомке током или непосредно после цветања (нпр. P. vulgaris), који прерасте у нову генетички идентичну одраслу јединку. Неколико других врста формира потомке користећи столоне (нпр. P. calyptrata, P. vallisneriifolia), док друге обликују потомке на ивицама листова (нпр. P. heterophylla, P. primuliflora).

## Станиште
Уопштено, маснице расту на сиромашним, алкалним земљиштима. Неке врсте су прилагођене другим типовима тла, као што су кисела тресетишта (нпр. P. vulgaris, P. calyptrata, P. lusitanica), земљишта састављена од чистог гипса (P. gypsicola и друге мексичке врсте) или чак вертикалне стене (P. ramosa, P. vallisneriifolia, и већина мексичких врста). Неколико врста су епифити (P. casabitoana, P. hemiepiphytica, P. lignicola). Многе мексичке врсте обично расту на маховинастим насипима, стенама и путевима у храсто-боровим шумама. Pinguicula macroceras ssp. nortensis је чак забележена како расте на висећој осушеној трави. P. lutea расте у боровим шумама. Друге врсте, као што је обична масница (P. vulgaris), расту у мочварама. Свако од ових окружења је сиромашно хранљивим материјама, и то је омогућило масницама да избегну конкуренцију других врста које формирају крошње, посебно трава и шаши.
Масницама су потребна станишта која су скоро увек влажна, бар за време њиховог инсективорног стадијума раста. Многе мексичке врсте изгубе своје исективорне листове и избаце сукулентне листове, или се преопразе у псеудолуковице како би преживеле зимску сушу, и онда могу преживети у сувим условима. Влагом која им је потребна за раст могу се снабдевати било помоћу подземне воде, високе влажности ваздуха или високих падавина. За разлику од многих других инсективорних биљака којима су потребно осунчана станишта, многе маснице напредују у делимично осветљеним или чак у сеновитим условима.

## Распрострањење
Ареал масница се распростире широм северне хемисфере (мапа). Највећа концентрација врста је, међутим, у влажним планинским подручјима Централне (укључујући Мексико) и Јужне Америке, где се популације могу наћи веома јужно, као нпр. у Огњеној земљи. Аустралија је једини континент без аутохтоних масница.
Маснице вероватно потичу из Централне Америке, јер је ово средиште разноврсности масница - отприлике 50% врста масница налази се овде.
Велика већина појединачних врста масница има веома ограничен ареал. Две врсте масница са најширим распрострањењем - P. alpina и P. vulgaris - налазе се по читавој Европи и Северној Америци.

## Врсте које живе у Србији
У Србији вероватно живе балканска масница (Pinguicula balcanica), длакавоцветна масница (Pinguicula crystallina ssp. hirtiflora), великоцветна масница (Pinguicula grandiflora), воштана масница (Pinguicula leptoceras) и обична масница (Pinguicula vulgaris). Због непоузданости извора, великоцветна и обична масница могуће да не насељавају просторе Србије. За обичну масницу (Pinguicula vulgaris) се зна да је насељавала тресетиште на месту данашњег Власинског језера, али је након настанка истог ишчезла. Постоје извори да насељава поједине локалитете на Старој планини. За великоцветну масницу (Pinguicula grandiflora) се сматра да насељава поједина станишта на Фрушкој гори.